# بر ریور (مینه‌سوتا)
بر ریور (به انگلیسی: Bear River) یک منطقهٔ مسکونی در ایالات متحده آمریکا است که در شهرستان ایتاسکا، مینه‌سوتا واقع شده‌است. بر ریور ۱۰ نفر جمعیت دارد و ۳۹۱٫۰۶ متر بالاتر از سطح دریا واقع شده‌است.